# Isla Tortuga (Costa Rica)
Isla Tortuga (también escrito como Isla Tortugas) es el nombre que recibe una isla del país centroamericano de Costa Rica, que se encuentra en el Golfo de Nicoya en la costa del Océano Pacífico frente al Refugio de fauna salvaje Curu muy cerca de la península de Nicoya. Se trata en realidad de 2 islas pequeñas muy cercanas llamadas Alcatraz (60 hectáreas o 0,6 km²) y Tolinga (120 hectáreas o 1,2 km²). Es una importante atracción turística en ese país, por sus playas y vegetación. Administrativamente hace parte de la Provincia de Puntarenas.